# باشگاه فوتبال دیگنیس آکریتاس
باشگاه فوتبال دیگنیس آکریتاس (یونانی: Διγενής Ακρίτας Μόρφου) یک باشگاه فوتبال در شهر مورفو قبرس است. این باشگاه در لیگ فوتبال قبرس بازی می‌کند. این باشگاه در سال ۱۹۳۱ تأسیس شده‌است. 